# Chimenea de la antigua Fábrica de Energía Eléctrica
La chimenea de la antigua Fábrica de Energía Eléctrica es un bien inscrito en el Catálogo General del Patrimonio Histórico Andaluz con carácter genérico, situado en el barrio de La Malagueta de la ciudad de Málaga, España.
Se trata de una chimenea diseñada por el arquitecto Eduardo Strachan Viana-Cárdenas de estilo neomudéjar, levantada en 1896 por encargo de la empresa The Málaga Electricity Company, origen de la electricidad en la ciudad. Construida en ladrillo, destaca la decoración inusual de este tipo de estructuras funcionales.